# Microglanis pellopterygius
Microglanis pellopterygius är en fiskart som beskrevs av Mees, 1978. Microglanis pellopterygius ingår i släktet Microglanis och familjen Pseudopimelodidae. Inga underarter finns listade i Catalogue of Life.